# Szwedka
Szwedka – potok (również rzeka) w woj. małopolskim przebiegający przez gminy Ryglice oraz Tuchów. Ma długość 22,52 km i zlewnię o powierzchni 72,95 km². Szwedka jest prawobrzeżnym dopływem Białej Tarnowskiej.

## Etymologia
Szwedka w swojej historii określana była kilkoma nazwami. Na mapach nanoszono ją jako Cisowy Potok lub Potok Ryglicki. Obecna nazwa potoku prawdopodobnie pochodzi od bitwy, która miała miejsce nad ciekiem podczas potopu szwedzkiego w 1656 roku. W wyniku tej potyczki Szwedzi mieli zostać zabici w potoku lub się w nim utopili.

## Położenie i charakterystyka

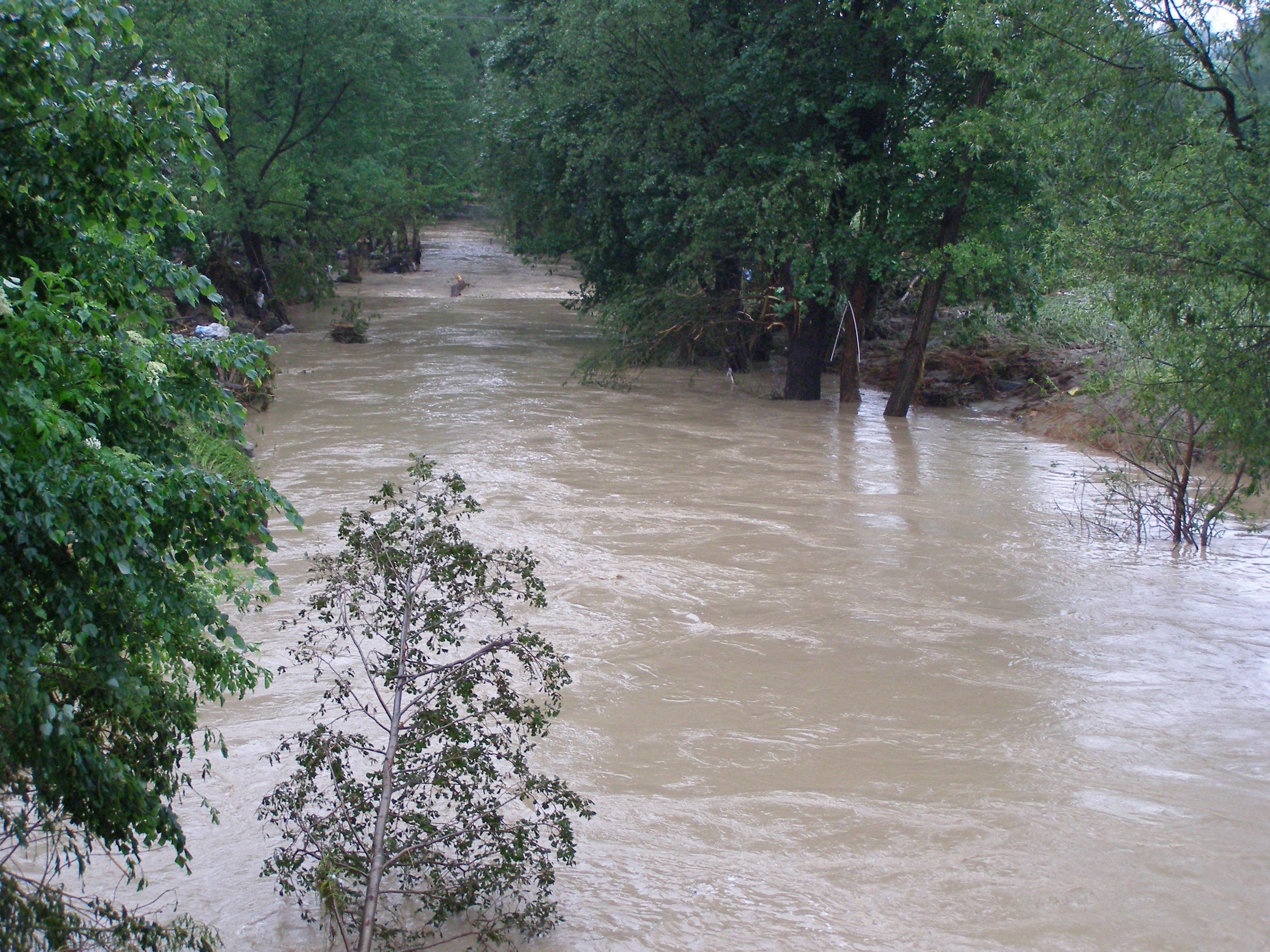
Szwedka podczas powodzi w 2010 roku

Ciek leży w województwie małopolskim, przepływa przez gminy Ryglice oraz Tuchów. Szwedka jest potokiem górskim, ma długość 22,52 km i zlewnię o powierzchni sięgającej 72,95 km². Jest prawobrzeżnym dopływem Białej Tarnowskiej, do której uchodzi pomiędzy Tuchowem a Bistuszową.
Zgodnie ze współczesną wiedzą potok bierze swój początek pod Gilową Górą w Paśmie Brzanki. Historycznie (m.in. na tzw. Mapie Miega z lat 1779–1783 oraz mapach turystycznych publikowanych do II poł. XX w.) źródła Szwedki lokalizowano bliżej miejscowości Ryglice, pomiędzy Ostrym Kamieniem a Wielką Górą. Ciek przepływa głównie przez tereny rolnicze oraz miejscowości Ryglice, Bistuszowa i Tuchów, gdzie uchodzi do Białej.
W planie gospodarowania wodami na obszarze dorzecza Wisły z 2011 Szwedka była wyznaczona jako naturalna jednolita część wód powierzchniowych o kodzie RW2000122148699. Miała wówczas przypisany typ 12, czyli potok fliszowy. W ówczesnym systemie gospodarki wodnej należała do regionu wodnego Górnej Wisły i podlegała regionalnemu zarządowi gospodarki wodnej w Krakowie.
Według badań z 2019 roku stan wód Szwedki został sklasyfikowany jako zły. Jej stan chemiczny otrzymał wówczas ocenę „poniżej dobrego”, natomiast stan ekologiczny został oceniony jako umiarkowany.
Dopływami Szwedki są Rygliczanka oraz Zalasówka.